# Pehr Lagerhjelm (1902–1991)
Pehr Erland Gustaf Jacob Lagerhjelm, född den 10 mars 1902 i Stockholm, död den 13 mars 1991 i Södertälje, var en svensk bergsingenjör. Han var son till Pehr Lagerhjelm och med honom utslocknade ätten Lagerhjelm på svärdssidan.
Lagerhjelm avlade examen vid Kungliga Tekniska Högskolan 1926. Han var ingenjör vid Anglo-American Corporation of South Africa 1926–1928, vid aktiebolaget Elektrisk malmletning 1929–1932, vid ASEA 1933–1934 och vid Finspångs metallverk 1935. Lagerhjelm var avdelningschef i Statens industrikommission 1943–1946 och försäljningschef vid aktiebolaget W. Dan Bergman 1947–1967. Han publicerade Metallframställning (Tekniskt bibliotek, 1941). Lagerhjelm blev riddare av Vasaorden 1946.